# Om de stat
Om de stat este un termen politicos folosit pentru a face referință la un diplomat, politician, sau alte figuri notabile ale statului. Este adesea folosit în context internațional sau de afaceri externe, de exemplu „întâlnire a oamenilor de stat”. De exemplu un ministru de externe este adesea numit om de stat, în timp ce oficialități locale, cum ar fi primarul nu sunt numite astfel.
Problema dacă un om este sau nu om de stat e în general o chestiune de opinie, deși în unele cazuri există controverse. Politicienii considerați oameni de stat sunt de obicei în vârstă, populari și au cariere remarcabile.
În general se poate folosi acest cuvânt ca un  eufemism pentru politician. Când un politician se retrage, se face referire la el ca un „senior om de stat stimat” de către suporterii săi.

## Citate
- Aristotel -- „Ceea ce un om de stat este nerăbdător să scoată la iveală este o anumită ținută morală în compatrioții săi, și anume o înclinație spre virtute și realizarea de acțiuni pline de virtute.”
- Harry Truman -- „Un politician este un om care înțelege guvernarea. Un om de stat este un politician care e mort de 15 ani.”
- Henry Kissinger -- „Datoria omului de stat este să înlăture obstacolul dintre experiență și viziune.”